# ليخاسات
الليخاسات (الاسم العلمي:†Lichidae) هي فصيلة منقرضة من ثلاثيات الفصوص تتبع رتبة الليخاسيات.

## أجناس
- الليخاس